# Austrocroce attenuata
Austrocroce attenuata là một loài côn trùng trong họ Nemopteridae thuộc bộ Neuroptera. Loài này được Froggatt miêu tả năm 1905.